# Lampuja
Lampuja is een bestuurslaag in het regentschap Aceh Besar van de provincie Atjeh, Indonesië. Lampuja telt 222 inwoners (volkstelling 2010).